# Robert Acquafresca
Robert Acquafresca (Turijn, 11 september 1987) is een Italiaans voetballer. Acquafresca staat onder contract bij FC Sion. Eerder speelde hij bij onder andere Bologna FC 1909 en Cagliari Calcio.
Acquafresca speelt bij voorkeur in de aanval. Acquafresca speelt het liefst als diepe spits maar kan ook als rechts- en linksbuiten en als aanvallende middenvelder uit de voeten.

## Statistieken
| Seizoen | Club               | Land        | Competitie       | Wed. | Doelp. |
| ------- | ------------------ | ----------- | ---------------- | ---- | ------ |
| 2005/06 | Internazionale     | Italië      | Serie A          | 0    | 0      |
| 2005/06 | → ACD Treviso      | Italië      | Serie A          | 8    | 0      |
| 2006/07 | → ACD Treviso      | Italië      | Serie B          | 35   | 11     |
| 2007/08 | → Cagliari Calcio  | Italië      | Serie A          | 32   | 10     |
| 2008/09 | → Cagliari Calcio  | Italië      | Serie A          | 34   | 14     |
| 2009/10 | Genoa CFC          | Italië      | Serie A          | 10   | 2      |
| 2009/10 | → Atalanta Bergamo | Italië      | Serie A          | 12   | 1      |
| 2010/11 | → Cagliari Calcio  | Italië      | Serie A          | 37   | 8      |
| 2011/12 | → Bologna FC       | Italië      | Serie A          | 32   | 5      |
| 2012/13 | Bologna FC         | Italië      | Serie A          | 6    | 0      |
| 2012/13 | → Levante UD       | Spanje      | Primera División | 13   | 3      |
| 2013/14 | Bologna FC         | Italië      | Serie A          | 19   | 0      |
| 2014/15 | Bologna FC         | Italië      | Serie B          | 29   | 4      |
| 2015/16 | Bologna FC         | Italië      | Serie A          | 6    | 0      |
| 2016/17 | Bologna FC         | Italië      | Serie A          | 0    | 0      |
| 2016/17 | Ternana Calcio     | Italië      | Serie B          | 6    | 0      |
| 2017/18 | FC Sion            | Zwitserland | Super League     | 6    | 1      |
| 2018/19 | FC Sion            | Zwitserland | Super League     | 1    | 0      |
| Totaal  | Totaal             | Totaal      | Totaal           | 286  | 59     |

## Interlandcarrière
Acquafresca nam met het Italiaans olympisch voetbalelftal deel aan de Olympische Spelen van 2008 in China. Daar werd de ploeg onder leiding van bondscoach en oud-international Pierluigi Casiraghi uitgeschakeld door België in de kwartfinales: 3-2.
1 Viviano ·
2 Motta ·
3 De Ceglie ·
4 Nocerino  ·
5 Cigarini ·
6 Criscito ·
7 Montolivo ·
8 Marchisio ·
9 Rocchi ·
10 Giovinco ·
11 Rossi ·
12 Dessena ·
13 Coda ·
14 Acquafresca ·
15 Bocchetti ·
16 De Silvestri ·
17 Abate ·
18 Consigli ·
20 Candreva ·
20 Russotto ·
Coach: Casiraghi